# Hans Heggelund
Hans Frederik Jørgen Heggelund (født 18. februar 1791 i Hedensted, død 8. september 1860 i Horsens) var en dansk toldkasserer og politiker. Heggelund var medlem af Folketinget valgt i Bornholms Amts 1. valgkreds (Rønnekredsen) fra 1849 til 11. juli 1851. Han nedlagte sit mandat i 1851 kort efter at han blev forflyttet fra toldkasserer i Rønne til samme stilling i Horsens.